# Senecio leptoschizus
Senecio leptoschizus là một loài thực vật có hoa trong họ Cúc. Loài này được Bong. miêu tả khoa học đầu tiên.